# Елдер Кріштован
Елдер Кріштован (порт. Hélder Cristóvão, нар. 21 березня 1971, Луанда, Ангола) — португальський футболіст, захисник.
Насамперед відомий виступами за клуби «Бенфіка» та «Депортіво», а також за національну збірну Португалії.
Чемпіон Португалії. Триразовий володар Кубка Португалії. Чемпіон Іспанії.

## Клубна кар'єра
У дорослому футболі дебютував у 1989 році виступами за команду клубу «Ешторіл», в якій провів три сезони, взявши участь у 81 матчі чемпіонату. 
Своєю грою за цю команду привернув увагу представників тренерського штабу клубу «Бенфіка», до складу якого приєднався 1992 року. Відіграв за лісабонський клуб наступні чотири сезони своєї ігрової кар'єри. Більшість часу, проведеного у складі «Бенфіки», був гравцем захисту основного складу команди. За цей час виборов титул чемпіона Португалії.
У 1997 році уклав контракт з клубом «Депортіво» (Ла-Корунья), у складі якого провів наступні п'ять років своєї кар'єри гравця. 
Згодом з 1999 до 2005 року грав у складі команд клубів «Ньюкасл Юнайтед», «Бенфіка» та «Парі Сен-Жермен». Протягом цих років додав до переліку своїх трофеїв титул чемпіона Іспанії.
Завершив професійну ігрову кар'єру у грецькому клубі «Лариса», за команду якого виступав протягом 2005—2006 років.

## Виступи за збірну
У 1992 році дебютував в офіційних матчах у складі національної збірної Португалії. Протягом кар'єри у національній команді, яка тривала 10 років, провів у формі головної команди країни 35 матчів, забивши 3 голи.
У складі збірної був учасником чемпіонату Європи 1996 року в Англії.

## Титули і досягнення
- Чемпіон Португалії (1):

«Бенфіка»:  1993–94
- Володар Кубка Португалії (3):

«Бенфіка»:  1992–93, 1995–96, 2003–04
- Чемпіон Іспанії (1):

«Депортіво» (Ла-Корунья):  1999–00
- Володар Суперкубка Іспанії (1):

«Депортіво»: 2000